# Modesto Eugenio Carolfi
Modesto Eugenio Carolfi (San Giorgio Piacentino, 5 agosto 1884 – Bologna, 1º luglio 1958) è stato un francescano ed esperantista italiano.

## Biografia
Attivissimo nel campo esperantista; sempre presente in congressi nazionali e internazionali, tenne quasi un migliaio di corsi di esperanto. Appresa la lingua nel 1912, nel 1913 fu fondatore del gruppo di Rimini e di altri gruppi in Romagna e nel piacentino, quindi fu attivo a Parma, Forlì, Roma (presso l’Ateneo Antoniano), alla facoltà di medicina dell’università di Bologna e altrove. Cappellano militare durante la prima guerra, fu presidente della Federazione Esperantista Italiana (1917-1920) e fondatore nel 1920 dell’Unione Esperantista Cattolica Italiana, come pure fu presidente della Unione esperantista cattolica internazionale.
Il 10 novembre 1957 celebrò nel convento di S. Antonio a Bologna le nozze d’oro sacerdotali e in quella occasione ricevette una speciale benedizione da papa Pio XII con il riconoscimento del suo lavoro esperantista per la fratellanza dell’umanità.

## Opere
- La preĝareto (San Vito, 1913)
- Ilustrita gvidlibreto de la banurbo Rimini (San Vito, 1915)
- Katolika preĝlibro (Graz, 1922, 1923)
- La padova lilio (S. Antonio) (San Vito, 1926)
- La reformanto (S. Francesco) (San Vito, 1927)
- La virgulino de la malriĉuloj (vergine di Banneaux)